# Las salvajes en Puente San Gil (película)
Las salvajes en Puente San Gil es una película española de drama estrenada en 1966, coescrita y dirigida por Antoni Ribas.
Se trata de una versión cinematográfica de la obra de teatro homónima del dramaturgo español José Martín Recuerda.
El elenco al completo de la película recibió un premio colectivo de interpretación del Sindicato Nacional del Espectáculo.

## Sinopsis
Una modesta compañía de revista, compuesta casi en su totalidad por mujeres, se dirige al pequeño pueblo de Puente San Gil para ofrecer tres funciones, dentro de la gira que van realizando por otras localidades. Las ha contratado Don Edelmiro, el modesto empresario que regenta el cine-teatro del lugar. Enteradas de la llegada de las coristas, las fuerzas vivas del pueblo (señoras de bien) presionan a los notables para que suspendan el espectáculo. Finalmente las chicas de la revista son denunciadas y encarceladas por la agresión al cura del pueblo (pese a que las perdonó) al enterarse del ataque y robo a una parte de las chicas por unos mozos del pueblo exaltados por la suspensión de la función.

## Reparto
- Adolfo Marsillach como Sacerdote
- Elena María Tejeiro como Rosa
- María Silva como "La Limonera"
- Luis Marin como Juan Maldonado
- Rosanna Yanni como	Luna Morena
- Jesús Aristu como Roque Sala
- Trini Alonso como	Doña Palmira Imperio
- Carmen de Lirio como Asunción
- Vicky Lagos como Magda
- Valentín Tornos como Don Edelmiro
- Charo Soriano como	Tere
- Jesús Guzmán como Óscar
- Marisa Paredes como Filomena
- Luis Rico como	Paco
- Ana María Morales
- Cándida Losada
- Fernanda Hurtado como Manolita
- Josefina Serratosa como Chacha
- Nuria Torray como Maruja - La Chica del Tamouré
- José Sepúlveda como Dueño del hotel
- José Carabias
- Simón Cabido
- José Luis Zalde